# Soeun Sophors
Soeun Sophors (ur. 15 października 1997) – kambodżański zapaśnik walczący w stylu wolnym. Zajął dwunaste miejsce na igrzyskach azjatyckich w 2022. Brązowy medalista igrzysk Azji Południowo-Wschodniej w 2019 i 2021. Zdobył trzy medale na mistrzostwach Azji Południowo-Wschodniej w latach 2023-2025.